# 脆壳肌蛤
脆壳肌蛤（学名：Musculus perfragilis），是贻贝目壳菜蛤科边纲蛤属的一种。主要分布于中国大陆、台湾，常栖息在潮下带。